# Cotrocenistadion
Het Cotrocenistadion is een multifunctioneel stadion in de Roemeense hoofdstad Boekarest, maar wordt het meest gebruikt voor voetbalwedstrijden. Het was van 1995 tot 2008 de thuishaven van Național București. Het stadion heeft een capaciteit van 14.525 mensen.

## Geschiedenis
Het stadion was het eerste dat in Roemenië gebouwd werd na de Roemeense Revolutie van 1989. Bij de opening in 1995 werd Național București de vaste bespeler, maar toen de club in april 2009 financiële problemen kreeg werd het door de nationale bank van Roemenië (de hoofdeigenaar van het stadion) buitengezet.
In het Cotrocenistadion werden de Roemeense bekerfinales van 2004 en 2005 afgewerkt, alsook een rugbyinterland tussen Roemenië en Frankrijk in 2006. Er vonden ook optredens plaats van onder andere Kylie Minogue, Enrique Iglesias, RBD, Deep Purple, Metallica en Iron Maiden.